# Taiwan Stock Exchange
Die Taiwan Stock Exchange Corporation (TSEC) ist die Börse Taiwans. Der Sitz der TSEC befindet sich in Taipeh, Taiwan. Die TSEC wurde 1961 gegründet, der Handel wurde im Februar 1962 aufgenommen. Die TSEC wird von Chairman Chi Schive und Präsident Samuel J. S. Hsu geleitet. 

## Gehandelte Unternehmen
Mit Stand Ende 2022 waren an der Taiwan Stock Exchange 971 Unternehmen gelistet. Die Börsenkapitalisierung entsprach 44.266.033 Millionen TWD (ca. 13.402.622 Millionen €).  Die Technologielastigkeit der Börse zeigt sich in der Gewichtung der wichtigsten Sektoren (nach Marktkapitalisierung):
- Computer und Peripherie (4,85 %)
- Elektronik (5,77 %)
- Halbleiter (35,61 %)
- Kommunikation und Internet (4,23 %)
- Optoelektronik (2,33 %)
- sonstige Elektronik (4,68 %)

Die größten Unternehmen (nach Marktkapitalisierung) sind:
- Taiwan Semiconductor Manufacturing
- Hon Hai Precision Industry (Foxconn)
- Formosa Petrochemical
- MediaTek
- Chunghwa Telecom

Die Börse gehört zu den 20 größten Börsen der Welt nach Marktkapitalisierung.

## Geschichte
Der Börsenhandel in Taiwan begann in den 1960er Jahren. Nachdem die politische Zielsetzung Taiwans sich von der Substitution von Importen zur Förderung von Exporten wandelte, wurde bereits 1960 die Securities and Exchange Commission (SEC) ins Leben gerufen. Diese bereitete die Gründung der TSEC vor, die den Handel mit 18 Unternehmen in 1962 aufnahm. Bis Anfang der 1980er-Jahre erfolgte der Handel jedoch nur schleppend, mit geringer internationaler Beteiligung.
Durch die erfolgreiche Entwicklung Taiwans hin zum Exportland und der damit einhergehenden Stärkung der Währung floss sowohl Kapital von Auslandstaiwanesen nach Taiwan zurück, nahm aber auch das internationale Interesse an der Börse Taiwans zu. Die Öffnung des Marktes begann 1983, effiziente computergestützte Handelssysteme wurden 1986/87 eingeführt. Die folgenden Jahre waren von spekulativen Übertreibungen geprägt. Zum Teil wurden dafür auch Kursmanipulationen und Unternehmen im Naheverhältnis zu Untergrundorganisationen verantwortlich gemacht.
Erst in den 1990er-Jahren wurde durch die taiwanische Regierung zum einen eine stärkere Regulierung des Marktes angestrebt, zum anderen aber auch eine Öffnung für ausländische Investoren vorgenommen. Diese dürfen seit Ende 2000 in Taiwan tätig sein. In den 1990er-Jahren griff die taiwanische Regierung immer wieder durch Stützungskäufe in das Marktgeschehen ein.

## Indizes
Der Leitindex der Taiwanischen Börse ist der Taiwan Capitalization Weighted Stock Index.

## Mitgliedschaften
- Sie ist Mitglied in der World Federation of Exchanges.[7]
- Asian and Oceanian Stock Exchanges Federation